# Second Nature Recordings
Second Nature Recordings ist ein Plattenlabel aus Kansas City im US-Bundesstaat Missouri, das vor allem Künstler des Genres Indie-Rock verlegt. Gegründet wurde es 1995 von Dan Askew.

## Veröffentlichungen (Auswahl)
- The Blood Brothers – This Adultery Is Ripe (2000)
- Coalesce – Functioning on Impatience (1998)
- The Get Up Kids / Coalesce – The Get Up Kids ∙ Coalesce (7"-Split, 1997)
- Grade – And Such Is Progress (1995)
- Hot Water Music / The Casket Lottery – Colors, Words & Dreams (7"-Split, 2002)
- Isis – The Red Sea (EP, 1999)
- Rocky Votolato – Suicide Medicine (2005)